# Dixie Kid
Aaron Liston Brown era o nome verdadeiro de Dixie Kid (Fulton, 23 de dezembro 1883 - Los Angeles, 6 de abril de 1934), um pugilista americano que se transformou em um contestado campeão mundial dos meios-médios em 1904.

## Biografia
Dixie Kid iniciou sua carreira no boxe em 1900, de maneira nada auspiciosa, com dois empates e uma derrota. Nos anos que se seguiram, contudo, Dixie conseguiu reverter seu mal início, ao ponto de conseguir se tornar um desafiante ao título mundial já em 1904.
Encarando o campeão mundial dos meios-médios Joe Walcott, em um combate programado para durar vinte assaltos, Dixie acabou conquistando o título mundial, assim que o árbitro da luta resolveu desqualificar Walcott no último assalto, sem nenhum motivo aparente. Mais tarde, porém, descobriu-se que o árbitro da luta havia apostado dinheiro na vitória de Dixie, o que acabou implicando na revogação do direito ao título de campeão por parte de Dixie.
Após deixar de ser reconhecido como campeão dos meios-médios, Dixie procurou enfrentar adversários em categorias de peso a cima da sua, tendo assim feito lutas contra vários boxeadores renomados ao longo de sua carreira, tais como Philadelphia Jack O'Brien, Jeff Clark, Sam Langford, Jimmy Clabby, Willie Lewis, Mike Twin Sullivan e Georges Carpentier.
Dixie parou de boxear em 1920, tendo feito mais de 150 lutas registradas, ao longo de seus vinte anos de carreira. Faleceu em 1934, de maneira misteriosa, pois tendo caído de uma janela de um prédio comercial, nunca ficou bem esclarecido se o ocorrido foi um acidente, suicídio ou até mesmo um caso de homicídio.
Em 2002, Dixie Kid foi adicionado à galeria dos maiores boxeadores de todos os tempos, que hoje têm seus nomes imortalizados no International Boxing Hall of Fame.